# El último escándalo de mi vida
El último escándalo de mi vida (en hangul, 내 생애 마지막 스캔들; romanización revisada, Nae Saengae Majimak Seukaendeul), es una serie de televisión surcoreana de comedia romántica emitida en 2009, acerca de un ama de casa de 39 años de edad que encuentra el amor en un actor famoso, después de un doloroso divorcio y haber sido abandonada junto a su hija de 13 años. Poder enamorarse la hace volver a sus mejores días y reencontrarse a sí misma para vivir su último escándalo.
Protagonizada por Choi Jin Sil, Jung Joon-ho, Jung Woong-in, y Byun Jung Soo. Fue transmitida por MBC, desde el 8 de marzo hasta el 27 de abril de 2008, obteniendo durante su episodio final una audiencia de 19,5%. Fue la última vez en que se pudo ver a la famosa actriz Choi Jin Sil en televisión, ya que se suicidó en octubre de ese año, a cinco meses después de terminada la serie. Además, una pronta secuela, que comenzaría sus grabaciones en noviembre de 2008, fue cancelada.

## Sinopsis
La chica más bella de su escuela secundaria, se convirtió en una ama de casa de 39 años, Hong Sun Hee (Choi Jin Sil) se enfrenta a dificultades financieras extremas debido a una deuda de su marido Ahn Yoo Shik (Kim Byung Se). Un día Yoo Shik huye, dejándola sola junto a Ji Min (Han Bo Bae), su hija de trece años. Por casualidades de la vida ella se encuentra con su primer novio Jang Dong-chul (Jung Joon-ho), que ahora se llama Song Jae Bin y es una de las celebridades más famosas del país, sin embargo, el no la reconoce de inmediato, pero tras darse cuenta de quien es, comienza a evitarla. Jae Bin, ante los ojos del público, no es quien demuestra ser y para mantener su popularidad, engaña a la gente sobre su edad, sus antecedentes, historia e incluso su nombre. 
Como Sun Hee trabaja como niñera para el sobrino de Jae Bin, hijo de su hermano mayor Dong Hwa (Jung Woong-in) y de la distanciada madre del niño, Lee Na Yoon (Byun Jung Soo). Pese a que Jae Bin no muestra atención a Sun Hee, se comienza a poner celosos por la buena relación que tiene ella con Dong Hwa. Jae Bin comienza a recordar los buenos momentos que paso con ella hace 20 años, decidiendo ayudarla a volver a ser quien era y dejar atrás la mala vida que tuvo con Yoo Shik, sanando sus heridas emocionales. Ella también hace agradable la vida de él, pues, es la única que lo conoce de verdad, tras una vida llena de mentiras. Los dos vuelven a revivir su antigua relación y quizás continuar lo que nunca pudieron hacer.

## Reparto

### Personajes principales
- Choi Jin Sil como Hong Sun Hee.
- Jung Joon-ho como Jang Dong-chul / Song Jae-bin.
- Jung Woong-in como Jang Dong-hwa.
- Byun Jung Soo como Lee Na Yoon.

### Personajes secundarios
- Kim Byung Se como Ahn Yoo Shik.
- Han Bo Bae como Ahn Ji Min.
- Kim Hyung como Jung Geum Ja.
- Kim Chung como Go Jung Sook.
- Lee Young Ja como Madre de Min Joo.
- Uhm Soo Jung como Ahn Yoo Jung.
- Ahn Il Kwon como Seo Won Tak.
- Lee Soo Ho como Soo Ho.
- Hwang Jung Eum como Sa Ruby.
- Lee In Sung como Jang Hoon.
- Choi Jung Yoon como Kim Min Hee.
- Kim Mi Jin.

## Banda sonora
| Track listing |                                                                       |                 |          |  |
| N.º           | Título                                                                | Artista         | Duración |  |
| 1.            | «사랑이 올까요» (Sarangi Olggayo)                                     | Byeon Jin Seop  | 03:49    |  |
| 2.            | «설레임» (Seollim)                                                    | Byeon Jin Seop  | 03:32    |  |
| 3.            | «잘나가던 여자» (Jalgadeok Yeoja)                                     | Sunny Hill      | 03:06    |  |
| 4.            | «애인 있어요» (Aein Isseoyo)                                          | Lee Eun Mi      | 04:05    |  |
| 5.            | «약속» (Yaksok)                                                       | Jung Joon-ho    | 04:11    |  |
| 6.            | «내 생애 마지막 스캔들» (Nae Saeng Majimak Seukaendeul)               | Varios artistas | 02:29    |  |
| 7.            | «Pizzicato Life»                                                      | Varios artistas | 02:01    |  |
| 8.            | «Strange Women»                                                       | Varios artistas | 01:34    |  |
| 9.            | «Child Theme»                                                         | Varios artistas | 01:19    |  |
| 10.           | «I Have Power»                                                        | Varios artistas | 03:39    |  |
| 11.           | «선희 Sad Theme» (Seon Heui Sad Theme)                                | Varios artistas | 03:02    |  |
| 12.           | «사랑이 올까요 - Swing Ver.» (Sarangi Olggayo)                        | Varios artistas | 02:41    |  |
| 13.           | «사랑이 올까요 - Soft Ver.» (Sarangi Olggayo - Soft Ver.)             | Varios artistas | 03:52    |  |
| 14.           | «설레임 - Piano Ver.» (Seolleim - Piano Ver.)                         | Varios artistas | 03:17    |  |
| 15.           | «잘나가던 여자 - Bossanova Ver.» (Jalnagadeok Yeoja - Bossanova Ver.) | Varios artistas | 02:38    |  |
| 16.           | «애인 있어요 - Variation» (Aein Isseoyo - Variation)                  | Varios artistas | 04:05    |  |
| 17.           | «약속 - Variation» (Yaksok - Variation)                               | Varios artistas | 04:48    |  |
| 18.           | «사랑이 올까요 - Instrumental» (Sarangi Olggayo - Instrumental)       | Varios artistas | 03:49    |  |
| 19.           | «잘나가던 여자 - Instrumental» (Jalnagadeok Yeoja - Instrumental)     | Varios artistas | 03:06    |  |

## Premios y nominaciones
| Año  | Categoría                   | Premio          | Nominado     | Resultado |
| ---- | --------------------------- | --------------- | ------------ | --------- |
| 2008 | Top Excellence Award, Actor | MBC Drama Award | Jung Joon-ho | Ganó      |

## Emisión internacional
- China: Anhui TV (2010).
- Japón: TVK (2009) y Fuji TV (2010).
- Taiwán: TTV (2009).